# 哀公 (魯)
哀公（あいこう）は、魯の第27代君主。名は将。父は魯の第26代君主定公。

## 経歴
定公の子として生まれる。哀公元年（前494年）、父の定公に代わり君主に即位した。
哀公8年（前487年）、隣国の呉に攻められるも奮戦し、和解した。その後斉に攻められ敗北した。哀公10年（前485年）には呉と同じく斉へ攻め込み大勝した。翌哀公11年（前484年）にはまた斉に攻められ、哀公12年（前483年）に当時斉の君主であり、権力を誇っていた簡公討伐に魯の曲阜生まれの儒学者の孔子が進軍を勧めるが実現しなかった。哀公14年（前481年）、斉の簡公が宰相の田恒に弑殺されたのを受けて、孔子が再び斉への進軍を3度も勧めるが、哀公はこれを聞き入れなかった。前471年に哀公は晋と同じく斉へ指揮官として進軍した。
哀公27年（前468年）、魯の桓公の3兄弟を祖とし当時絶対的権力を握っていた三桓氏の武力討伐を試みるも三桓氏の軍事力に屈し、衛や鄒を転々とした後に越へ国外追放され、悼公元年（前467年）にその地で没した。

## 孔子との関係
- 哀公は魯の曲阜生まれの儒学者の孔子の晩年の君主であり、孔子の弟子が残した『論語』の中には会話の場面が度々登場している。
- 孔子の作と伝えられる歴史書『春秋』は哀公14年（前481年）に麒麟を得たという記事（獲麟）で終了する。ここから「獲麟（かくりん）」は物事の終わりや絶筆のことを指すようになった。